# Verweildauer (Internet)
Die durchschnittliche Verweildauer (auch: Besuchsdauer, Visit Duration, Viewing Time, Visibility Time) im World Wide Web ist die Zeitspanne, die ein Besucher auf einer bestimmten Webseite oder einer ganzen Website bleibt. Die Messung der Verweildauer soll im Rahmen der Web Analytics dem Websitebetreiber Informationen darüber liefern, wie intensiv das Angebot der Website die Nutzer interessiert und wie benutzerfreundlich es ist. Hierzu werden die Zeiten zwischen dem einzelnen Zugriffen auf die Website während eines Besuchs gemessen. Mit den heute (Stand: 2016) verfügbaren Browsern ist es nicht möglich, die Verweildauer auf einer Website verlässlich zu messen.
Über die durchschnittliche Verweildauer kann im Verlaufe der Zeit beobachtet werden, ob die Besucher im Durchschnitt länger bleiben oder immer kürzer.
Obwohl bei fast jedem Provider von Webhosting Statistiken verfügbar sind, welche über die Verweildauer auf einer Website Auskunft geben sollen, sind diese unzuverlässig. Um die Verweildauer zu messen, entscheidet ein Statistikprogramm, wann ein Besuch abgeschlossen ist. Da dies je nach Software und Nutzerverhalten unterschiedlich gut erfolgt, bestehen große Unterschiede in den einzelnen Messungen.
Einige Statistikprogramme geben auch Auskunft über die Verweildauer auf einzelnen Webseiten. Diese beträgt gemäß Nielsen NetRatings durchschnittlich ca. 40 Sekunden, schwankt jedoch sehr stark nach Art der dargebotenen Informationen. Je nach Inhalt und Funktion einer Webseite werden kurze oder lange Verweildauern als positiv interpretiert.

## Technische Schwierigkeit
Bei der Messung der Verweildauer werden Webseiten abgerufen, d. h. der Server weiß zwar, wann der Zugriff erfolgte, er kann aber nicht messen, wann der Benutzer aufgehört hat, die Seite zu betrachten.
Es gibt zwei Ansätze, um das Problem zu reduzieren: Der erste Ansatz ist, festzustellen, wann der Benutzer eine neue Seite vom Server abruft und die Differenz zwischen den Abrufzeitpunkten als Verweildauer zu verwenden. Diese Methode ist höchst unzulänglich, da sich der Benutzer zwischenzeitlich auch anderen Webseiten oder Tätigkeiten widmen kann; zudem versagt sie komplett, wenn ein Besucher die Website „verlässt“. Ein anderer Ansatz verwendet Client-seitige Scriptlösungen wie JavaScript, um die Verweildauer direkt auf dem Rechner des Benutzers zu messen und periodisch an den Server zu übertragen. (Das Script kann nicht die Gesamtzeit messen und dann übertragen, da die JavaScript-Ausführung mit dem Verlassen der Seite abgebrochen wird.) Letztere Methode hat ebenfalls Nachteile: Zum einen bedeutet sie einen deutlich erhöhten Ressourcenverbrauch (Rechenleistung und Bandbreite) sowohl für Server als auch Client. Zum anderen ist auch sie unzuverlässig, bspw. wenn das Script nicht in allen gängigen Browsern funktioniert oder wenn ein Besucher eine Webseite im Browser offenlässt, während er sich ganz anderen Dingen widmet.